# Syneches praestans
Syneches praestans är en tvåvingeart som beskrevs av Mario Bezzi 1912. Syneches praestans ingår i släktet Syneches och familjen puckeldansflugor.
Artens utbredningsområde är Taiwan. Inga underarter finns listade i Catalogue of Life.